# Selles (Pas-de-Calais)
Selles település Franciaországban, Pas-de-Calais megyében. Lakosainak száma 304 fő (2022. január 1.). Selles Brunembert, Bournonville, Lottinghen, Menneville, Quesques és Saint-Martin-Choquel községekkel határos.

## Népesség
A település népessége az elmúlt években az alábbi módon változott:
| Lakosok száma | 326  | 331  | 336  | 333  | 331  | 329  | 320  | 312  | 304  |
|               | 2013 | 2015 | 2016 | 2017 | 2018 | 2019 | 2020 | 2021 | 2022 |